# Grand-Bassam
Grand-Bassam is een kuststad en gemeente in het zuidoosten van Ivoorkust, gelegen ten oosten van Abidjan in het district Comoé en de voormalige regio Sud-Comoé. Het huidige Grand-Bassam heeft de status van onderprefectuur en is de hoofdplaats van het departement Grand-Bassam. In 2014 telde de gemeente 84.028 inwoners.

## Geschiedenis
Grand-Bassam was in de late 19e eeuw de eerste hoofdstad van de Franse Ivoorkust, van 1893 tot 1899, het jaar waarin de stad drie kwart van haar bevolking verloor aan de gele koorts en waarna de hoofdstedelijke functie verhuisde naar Bingerville.

## Werelderfgoed
Op 29 juni 2012 tijdens de 36e sessie van de Commissie voor het Werelderfgoed werd het historisch stadscentrum onder de naam van "Historische stad Grand-Bassam" (Frans: Ville historique de Grand-Bassam) opgenomen op de UNESCO werelderfgoedlijst.
De stad is een koloniaal stadsvoorbeeld uit de late 19e eeuw en het eerste deel van de 20e eeuw. Ze is gepland in wijken die gespecialiseerd zijn in handel, administratie, huisvesting voor Europeanen en huisvesting voor de Afrikaanse bevolking. De werelderfgoedsite omvat ook het Afrikaanse vissersdorp N'zima en voorbeelden van koloniale architectuur, zoals functionele huizen met galerijen, veranda's en talrijke tuinen. Grand-Bassam was de haven, de economische en juridische hoofdstad van Ivoorkust en getuigt van de complexe sociale betrekkingen tussen Europeanen en Afrikanen en de daaropvolgende onafhankelijkheidsbeweging. De stad was het kloppend hart van het grondgebied van de Franse handelsposten in de Golf van Guinee - die voorafging aan het huidige Ivoorkust - en trok mensen aan uit alle delen van Afrika, Europa en het Middellandse Zeegebied.

## Religie
Grand-Bassam is sinds 1982 de zetel van een rooms-katholiek bisdom.
- Gemeinsame Normdatei: 4261371-1
- Library of Congress Control Number: n87891554
- Nationale Bibliotheek van Israël: 987007562418805171
- Système universitaire de documentation: 029598001
- Virtual International Authority File: 153703333